# 王良弼 (光緒進士)
王良弼（1852年—1920年），原名王安邦，湖南省衡州府常寧縣人，清朝廣東軍政人物、進士出身。

## 生平
光緒十八年（1892年），参加光緒壬辰科殿試，登進士二甲18名。同年五月，改翰林院庶吉士。光緒二十年四月，散館，著以部属用。
1905年以道员外用，总办广东全省学务，兼任广东军医学堂总办和陆军学堂监督。未几調任武職，总办全省水陆巡防营务兼缉捕总局。光绪三十三年（1907年）任高雷阳兵备道，后调升广肇罗分巡道，負責鎮壓清末革命軍。